# Distretto di Kaski
Il distretto di Kaski  è un distretto del Nepal, in seguito alla riforma costituzionale del 2015 fa parte della provincia di Gandaki.
Il capoluogo è Pokhara.
Geograficamente il distretto appartiene alla zona collinare della Mahabharat Lekh. Nella zona nord del territorio si trova il massiccio dell'Annapurna con le cime di Annapurna II (7.937), Annapurna III (7.555 m.),  e Annapurna Sud (7.219 m.) e tutta l'area circostante ricade nella zona protetta omonima.
Il principale gruppo etnico presente nel distretto sono i Bahun.
Secondo i dati pubblicati nel 2004 dal Programma delle Nazioni Unite per lo Sviluppo (UNDP) il distretto di Kaski risulta essere al terzo posto nel Nepal nell'Indice di sviluppo umano.

## Municipalità
Il distretto è diviso in cinque municipalità, 1 urbana e quattro rurali.
- Pokhara
- Annapurna
- Machhapuchchhre
- Madi
- Rupa

Distretto di Kaski
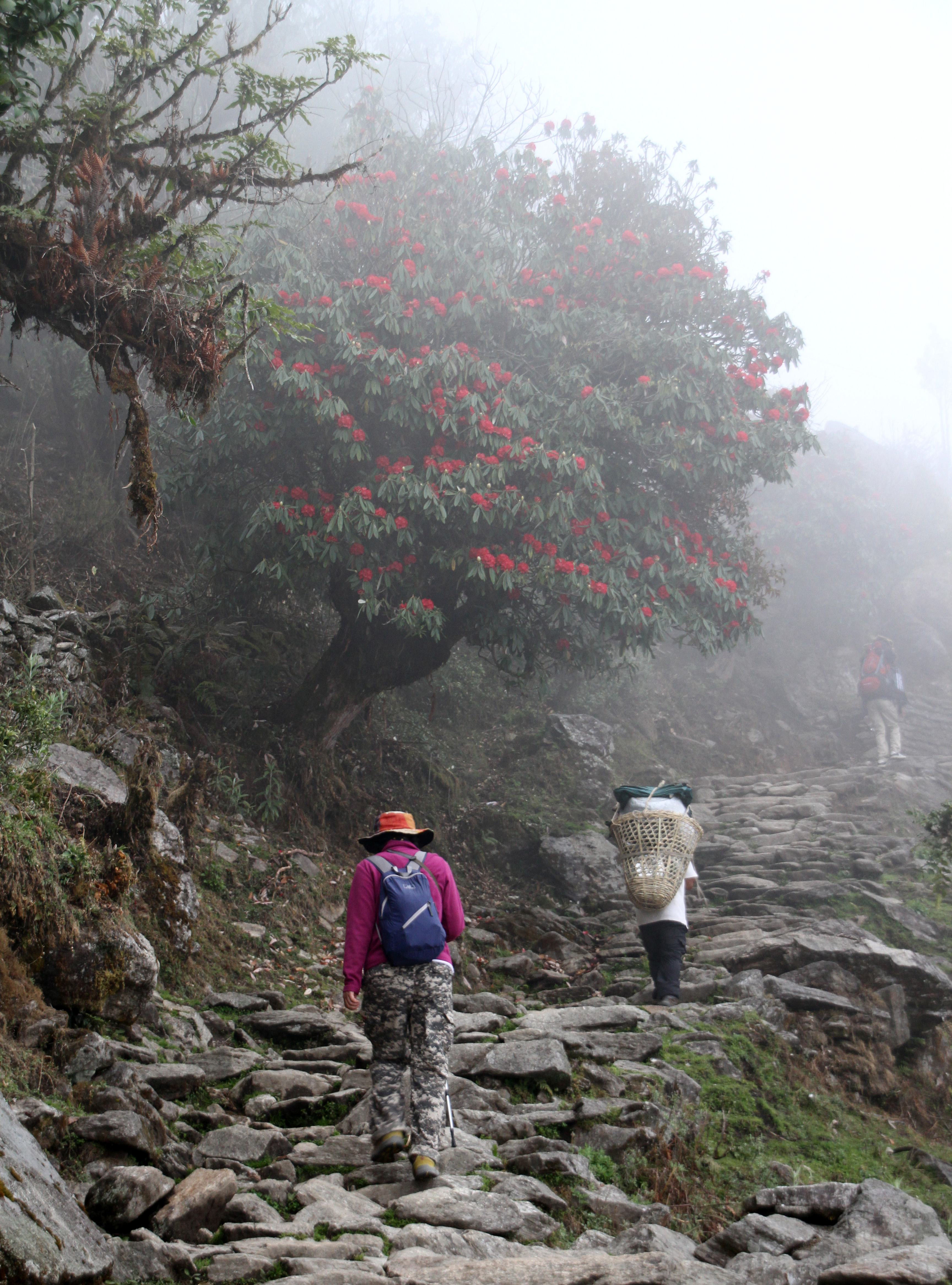
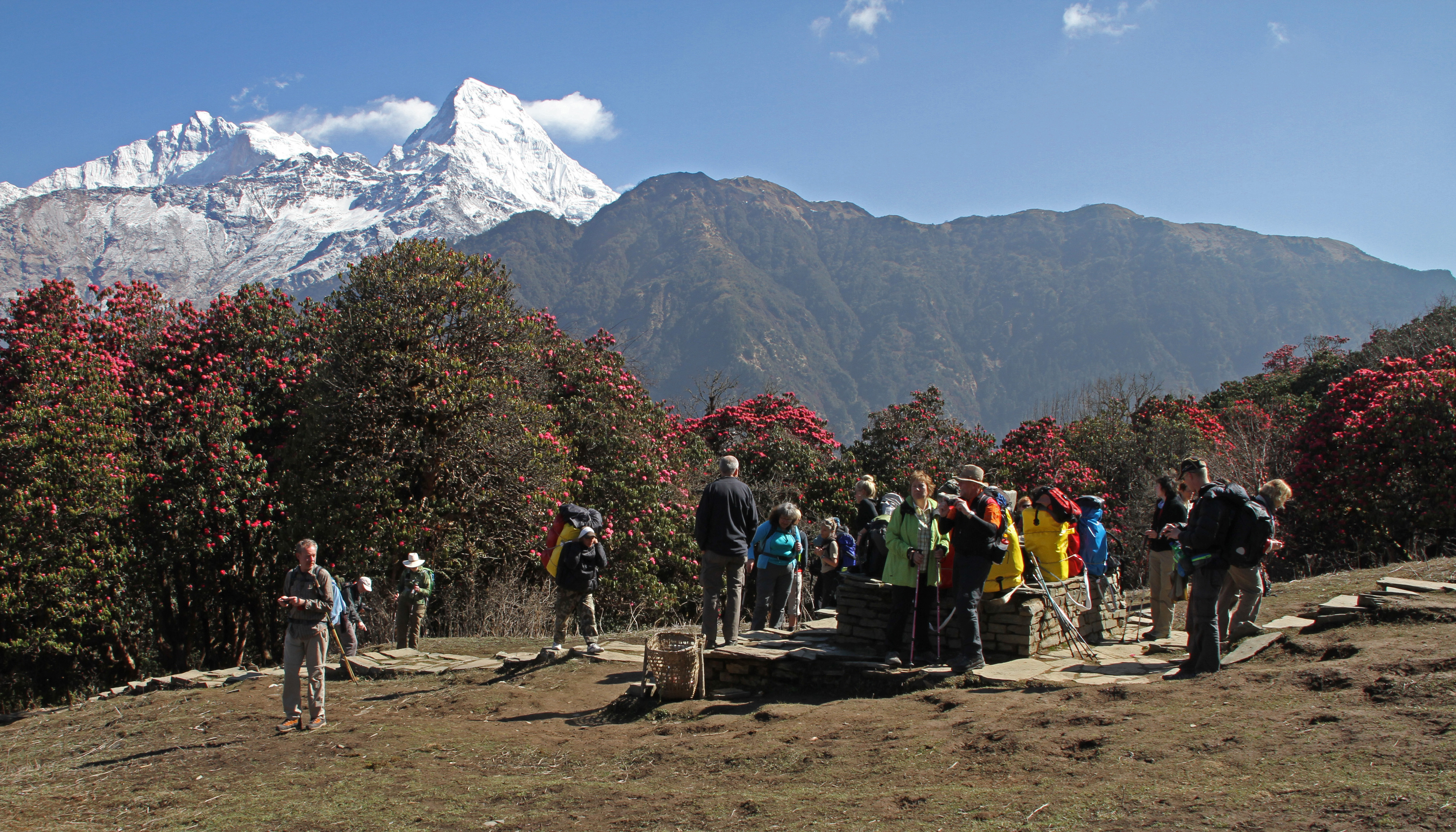
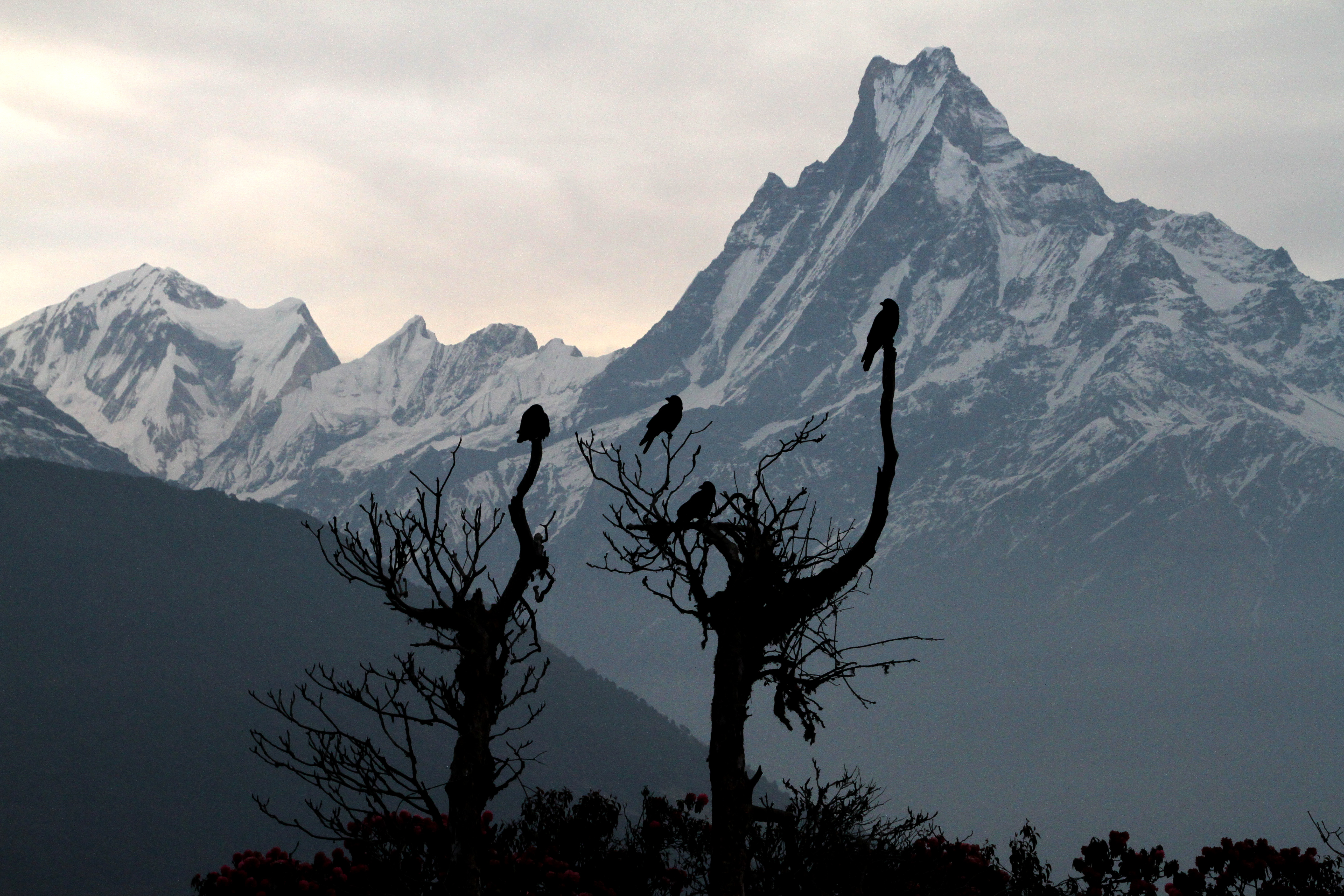
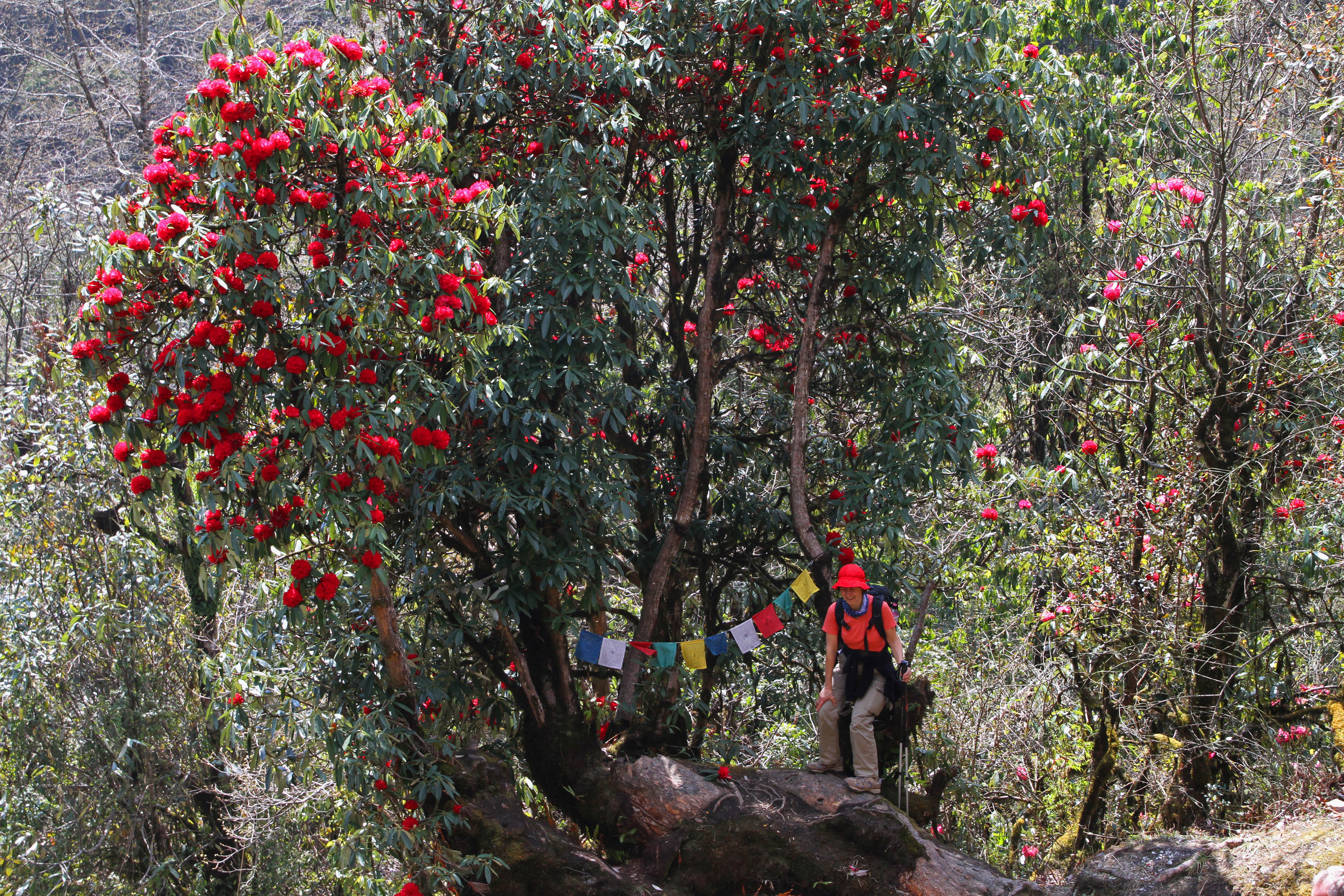
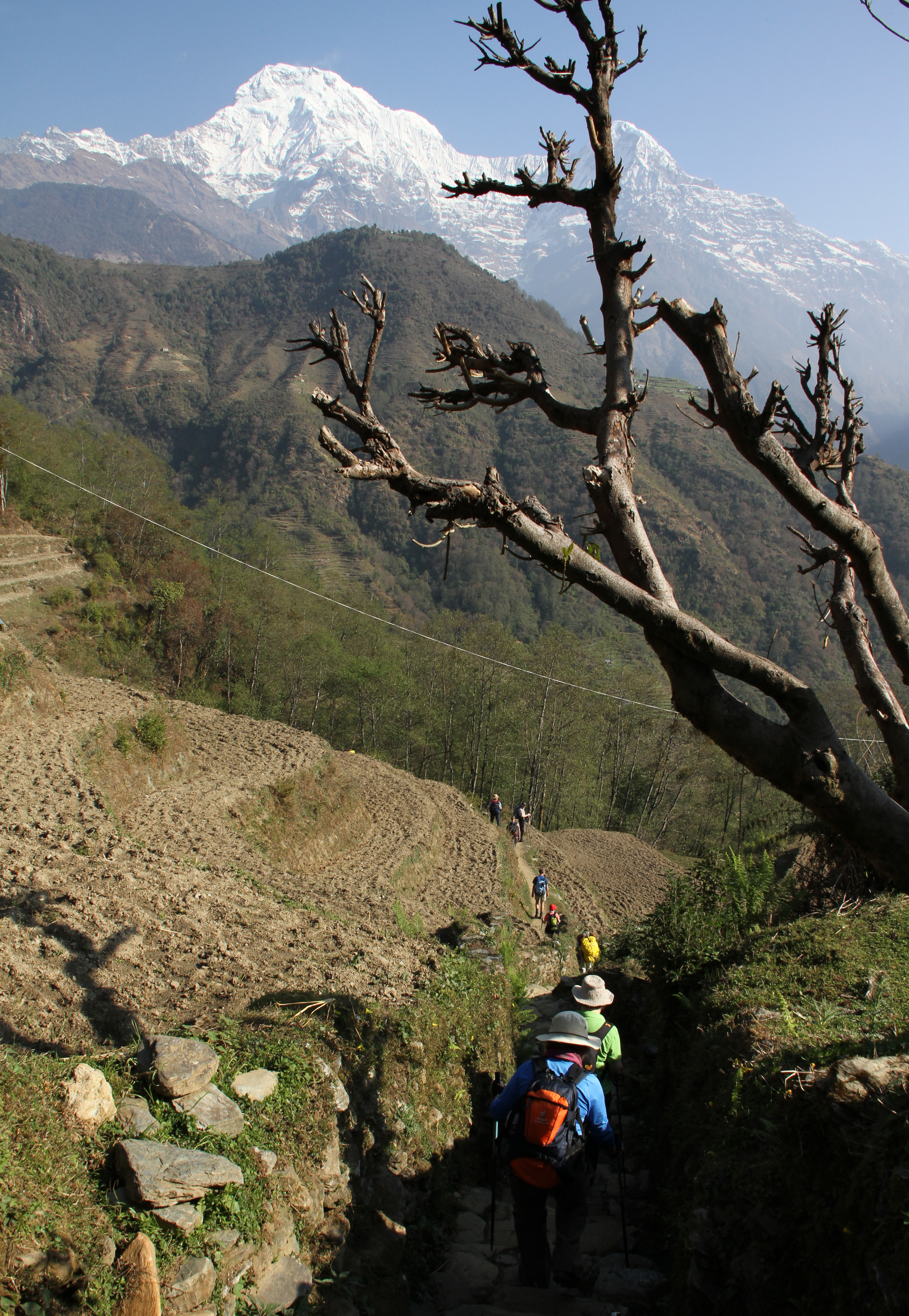
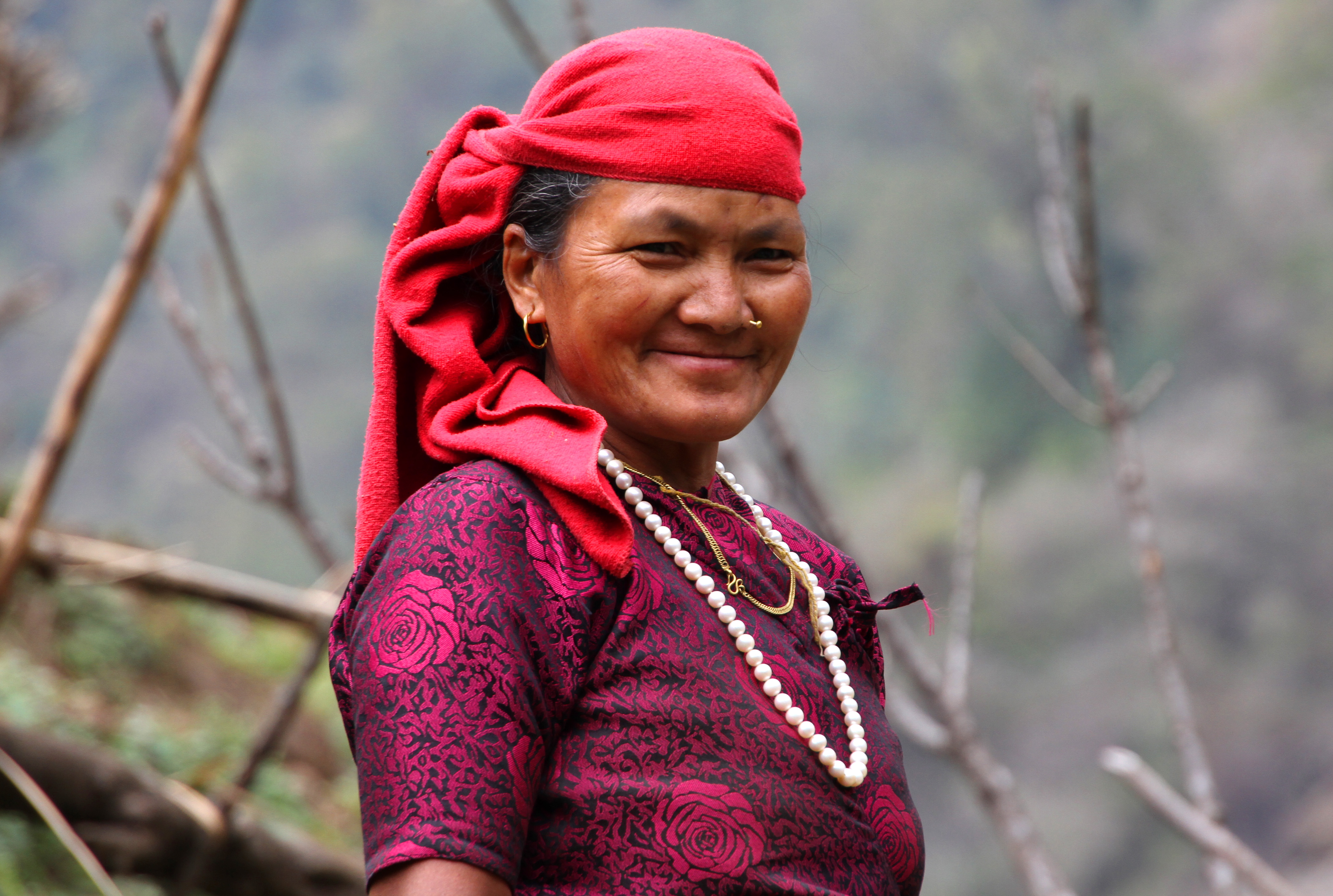
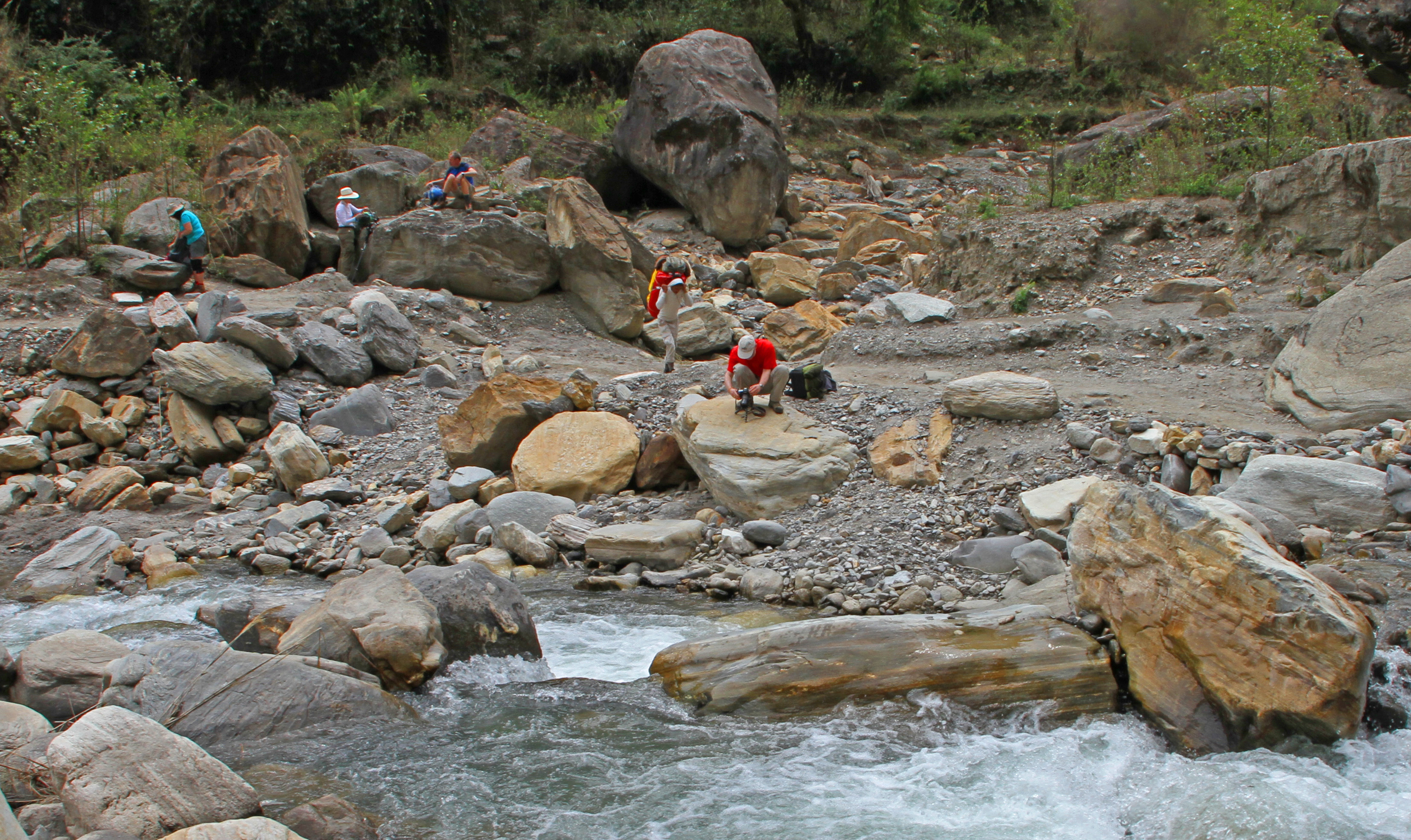
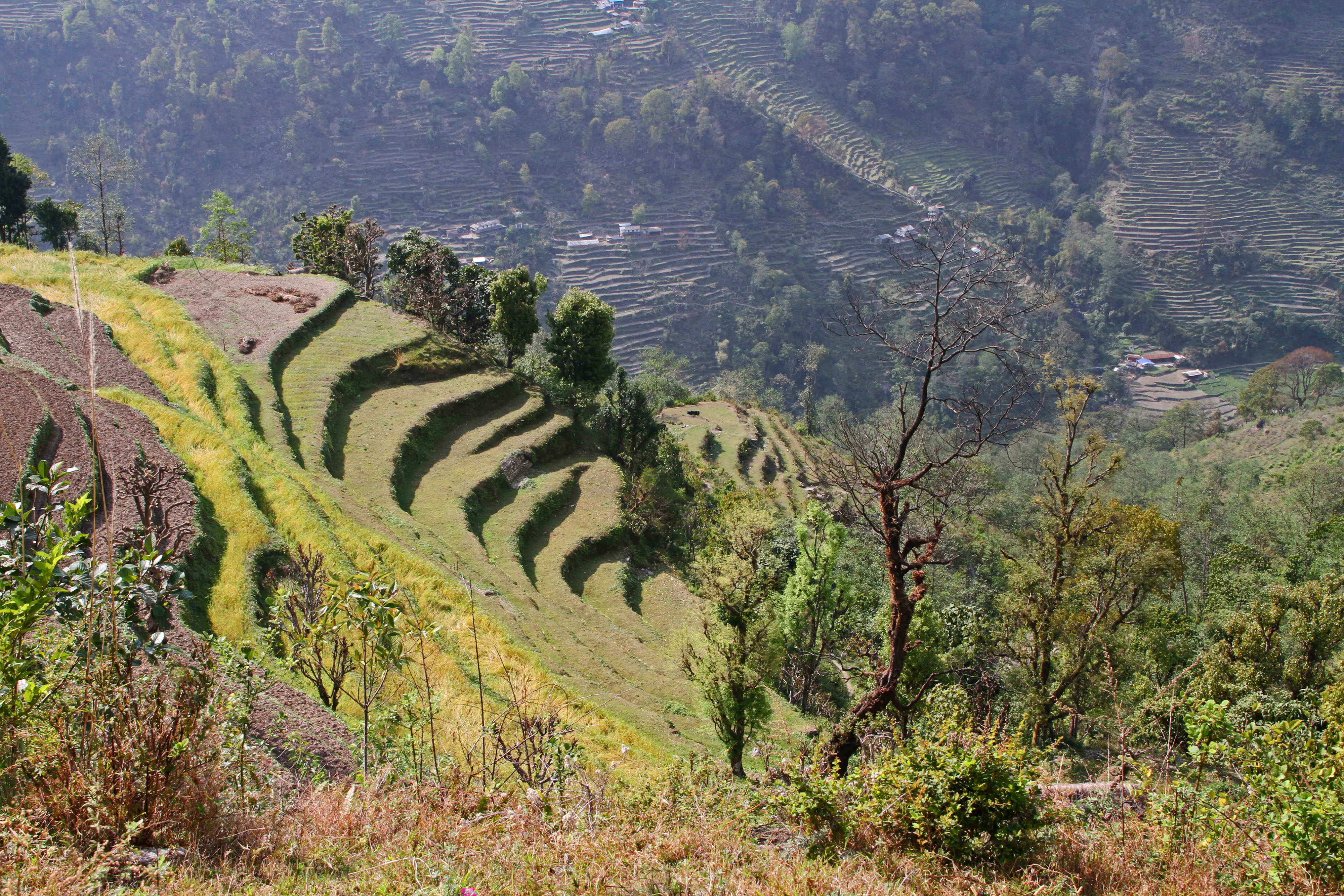